# Wayne Jones (Snookerspieler)
Wayne Jones (* 24. Dezember 1959) ist ein ehemaliger walisischer Snookerspieler, der zwischen 1984 und 2001 Spieler auf der Profitour war. Während dieser Zeit erreichte er unter anderem das Endspiel des Weltranglistenturnieres Classic 1989; zuvor war er unter anderem walisischer Amateurmeister geworden.

## Karriere
Jones’, der an Heiligabend 1959 geboren wurde, Karriere begann auf Amateurebene, als er 1981 im südlichen Ausscheidungswettbewerb der English Professional Championship nach einem Sieg über Dave Chalmers an Paul Ennis scheiterte. Bereits ab Mitte der 1970er-Jahre hatte er an verschiedenen Juniorenturnieren teilgenommen und dabei 1976 die britische U16- und 1980 die walisische U21-Meisterschaft gewonnen. 1982 erreichte Jones das Halbfinale der walisischen Snooker-Meisterschaft und verlor gegen Mario Berni, ehe er bei der Amateurweltmeisterschaft des gleichen Jahres sowohl die Gruppenphase als auch das Viertelfinale überstand und im Halbfinale gegen seinen Landsmann Terry Parsons verlor. Auf Parsons traf Wilson auch ein Jahr später im Finale der walisischen Meisterschaft, allerdings gelang es Wilson, mit einem 8:4-Sieg den Titel zu gewinnen. Ein Jahr später musste er sich Finale Parsons mit 7:8 geschlagen geben, jedoch erreichte er das Finale der English Professional Championship, doch auch dort verlor er – diesmal mit 8:13 gegen Steve Longworth. Anschließend wurde er zur Saison 1984/85 Profispieler.

### Erste Profijahre
Wilson startete seine erste Profisaison mit einem Einzug in die Runde der letzten 32 der International Open, in der nach drei Siegen gegen David Taylor verlor. Anschließend erreichte er lediglich zwei Mal die für ihn jeweils zweite Runde und verlor einmal sein Auftaktspiel, jedoch machte er dies mit einer Teilnahme an der Runde der letzten 32 der British Open wett. Schließlich beendete er die Saison mit Siegen über John Rea, John Dunning, Mike Watterson und Graham Miles, sodass er überraschend die Hauptrunde der Snookerweltmeisterschaft erreichte, wo er jedoch direkt Jimmy White unterlag. Zum Saisonende nahm er noch an der Welsh Professional Championship teil, wo er jedoch sein Auftaktspiel gegen Steve Newbury verlor. Da dieses Turnier jedoch ein Einladungsturnier war und somit keinen Einfluss auf seine Weltranglistenplatzierung hatte, war er in der folgenden Saison auf dem 49. Weltranglistenplatz platziert.
In der folgenden Saison konnte Jones bei Weltranglistenturnieren meist die Runde der letzten 64 erreichen, beispielsweise bei der UK Championship und in der Qualifikation für die Snookerweltmeisterschaft. Ausnahmen davon waren eine Erstrundenniederlage beim Classic gegen Jimmy van Rensberg sowie ein Einzug in die Runde der letzten 32 des Grand Prix, sodass er in der folgenden Saison auf dem 56. Weltranglistenplatz geführt war und somit sieben Plätze verlor. Abgesehen davon gelangen ihm bei der Welsh Professional Championship Siege über Clive Everton und Ray Reardon, bevor er im Halbfinale mit 7:9 knapp Doug Mountjoy unterlag.
Die Saison 1986/87 verlief im Gegensatz zur vorherigen Saison deutlich besser: Neben einem Erstrundenaus bei den British Open sowie zwei Zweitrundenniederlagen bei den International Open gegen Ray Reardon und in der Qualifikation für die Snookerweltmeisterschaft gegen Landsmann Mark Bennett zog er beim Grand Prix in die Runde der letzten 32 ein und erreichte beim Classic das Achtelfinale, wobei ihm in den Runden zuvor unter anderem ein Sieg über den Weltmeister von 1985, Dennis Taylor, gelang. Jedoch wurde dies von einer Viertelfinalteilnahme bei der UK Championship überragt, wobei er zuvor insgesamt vier Spieler – darunter neben Eugene Hughes auch Taylor – besiegt hatte und sich erst Alex Higgins geschlagen geben musste. Außerhalb der Ranglistenturniere erreichte er zudem das Viertelfinale der Welsh Professional Championship und unterlag Terry Griffiths, jedoch hatte dies keinen Einfluss auf die Weltrangliste. Auf dieser war er in der folgenden Saison auf Rang 34 platziert, wodurch er nur knapp an den besten 32 und an der damit verbundenen direkten Qualifikation für die Hauptrunde der Weltranglistenturnier vorbeischrammte.

### Aufstieg auf Platz 22
In der Saison 1987/88 erreichte Jones zwar kein Achtelfinale oder eine höhere Runde eines Ranglistenturnieres, jedoch konnte er neben einer Auftaktniederlage und drei Niederlagen in einer Runde der letzten 64 insgesamt zwei Mal die Runde der letzten 32 erreichen; zuerst bei den International Open und als zweites Mal überraschend bei der Snookerweltmeisterschaft, sodass er zum zweiten Mal die WM-Hauptrunde erreicht hatte, wo er jedoch erneut direkt ausschied. Fernab der Ranglistenturniere schaffte Jones mithilfe von Siegen über Ray Reardon und Doug Mountjoy den Einzug ins Finale der Welsh Professional Championship, wo er allerdings gegen Terry Griffiths mit 3:9 verlor. Hinsichtlich der Weltrangliste schaffte es Jones, seinen 34. Platz zu halten und somit erneut die Top 32 zu verpassen.
Die nächste Saison war die bis dato beste Saison von Jones, auch wenn er insgesamt drei Auftaktspiele – davon jedoch nur eins bei einem Ranglistenturnier – und vier Mal in der Runde der letzten 64 verlor. Des Weiteren gelang ihm beim Grand Prix der Einzug in die Runde der letzten 32 und bei der Snookerweltmeisterschaft eine Teilnahme am Achtelfinale, jedoch hatte Jones zuvor mit einer Teilnahme am Endspiel des Classics, was er allerdings mit 11:13 gegen Doug Mountjoy verloren hatte, für seinen Karrierehöhepunkt gesorgt. Durch diesen wurde er in der folgenden Saison auf dem 31. Platz der Weltrangliste geführt, wodurch er für die allermeisten Weltranglistenturniere – mit Ausnahme der Snookerweltmeisterschaft – direkt in der Hauptrunde gesetzt war.
Während der Saison 1989/90 verlor Jones zwar erneut zwei Auftaktspiele, allerdings erreichte er insgesamt sechs Mal eine Runde der letzten 32, unter anderem bei der UK Championship und bei der Snookerweltmeisterschaft. Zudem konnte er eine Achtelfinalteilnahme bei den Asian Open sowie eine Viertelfinalteilnahme beim Classic vorweisen, hinzu kam des Weiteren eine Halbfinalteilnahme ohne Einfluss auf die Weltrangliste bei der Welsh Professional Championship. Aus diesen Ergebnissen resultierend war er in der folgenden Saison auf dem 22. Platz der Weltrangliste gelistet, welcher die beste Weltranglistenplatzierung seiner Karriere darstellte.

### Letzte Jahre in den Top 32
Die Saison 1990/91 verlief jedoch im Gegensatz zu den vorherigen Saisons deutlich schlechter: Insgesamt verlor Jones fünf Auftaktspiele, wodurch er unter anderem die Hauptrunde der Snookerweltmeisterschaft verpasste, des Weiteren verlor er ein Mal in einer Runde der letzten 64 sowie drei Mal in einer Runde der letzten 32. Die einzigen Lichtblicke waren Teilnahmen am Achtelfinale der UK Championship und des Classics sowie eine Halbfinalteilnahme bei der Welsh Professional Championship, jedoch hatte letztere kein Einfluss auf die Weltrangliste. Auf dieser verlor Jones insgesamt drei Plätze, sodass er in der folgenden Saison auf dem 25. Platz geführt war.
Auch in der nächsten Saison verlor Jones insgesamt fünf Auftaktspiele, wodurch er erneut die Hauptrunde der Snookerweltmeisterschaft verpasste, bei Weltranglistenturnieren kam er zusätzlich auch nicht über die Runde der letzten 32 hinaus, die er dafür insgesamt fünf Mal erreichte; lediglich bei der Benson and Hedges Satellite Championship, einem Non-ranking-Turnier, zog er ins Achtelfinale ein. Auf der Weltrangliste rutschte Jones schließlich aus den Top 32 heraus und belegte nunmehr den 34. Rang.

### Abgang auf Platz 57
In der Saison 1992/93 stieg die Zahl von Jones’ Auftaktniederlagen auf sechs an, zusätzlich erreichte er vier Runden der letzten 64 und sowohl beim Dubai Classic als auch beim dritten Strachan-Challenge-Event die Runde der letzten 32, wobei letzteres Turnier ein sogenanntes Minor-ranking-Turnier war, welches nur eine begrenzte Zahl an Weltranglistenpunkten bot. Erneut fuhr er bei der Benson and Hedges Championship sein bestes Ergebnis ein, als er unter anderem mithilfe eines Sieges über den späteren Weltmeister Ken Doherty das Achtelfinale erreichte und gegen Alain Robidoux ausschied. Dies hatte jedoch keinen Einfluss auf die Weltrangliste, auf der in der folgenden Saison Rang 43 belegte.
Während der folgenden Saison verlor Jones erneut zahlreiche Auftaktspiele, diesmal bemaß sich die Zahl auf fünf verlorene Partien. Alle anderen sechs Auftaktspiele konnte Jones zwar gewinnen, jedoch verlor er stets in der anschließenden Runde, sodass sein bestes Ergebnis die Runde der letzten 64 blieb. Dies machte sich auf der Weltrangliste jedoch nicht allzu stark bemerkbar, da er trotz der anhaltenden Flaute in der folgenden Saison Rang 52 belegte und somit lediglich neun Plätze verlor.
Mit der Saison 1994/95 verbesserte sich Jones’ Lage wieder etwas, als er lediglich vier Auftaktspiele verlor und dafür vier Mal die Runde der letzten 64 und bei den British Open gar die Runde der letzten 32 erreichte, in der sich Peter Ebdon geschlagen geben musste. Jones verlor dabei während der gesamten Saison größtenteils gegen talentierte junge Spieler wie Alan McManus, Anthony Hamilton oder Peter Ebdon; lediglich drei Spiele verlor er gegen ehemalige Top-Spieler aus den 1980er-Jahren, wobei es sich um Tony Meo, Dennis Taylor und Cliff Thorburn handelte. Auf der Weltrangliste verlor er dennoch fünf Plätze, sodass er im Folgenden den 57. Rang belegte.

### Kurze Besserung und anschließende Fortsetzung des Abwärtstrends
Der Aufwärtstrend setzte sich in der Saison 1995/96 fort, obwohl Jones fünf Auftaktniederlagen erlitt und zwei weitere Male in der Runde der letzten 64 verlor. Jedoch schnitt er bei den übrigen Turnieren deutlich besser ab: So erreichte er bei der UK Championship mit Siegen über unter anderem Dean Reynolds und Paul Hunter das Achtelfinale, bei den Welsh Open und bei den International Open jeweils die Runde der letzten 32 und bei den German Open die Runde der letzten 48. Durch diese Ergebnisse konnte sich Jones zum ersten Mal seit sechs Jahren auf der Weltrangliste wieder verbessern; in der folgenden Saison belegte er den 48. Rang.
Mit der darauffolgenden Saison kam allerdings der große Einbruch: Erneut verlor Jones fünf Auftaktspiele, jedoch konnte er bei seinen anderen fünf Turnierteilnahmen nur ein Spiel gewinnen, sodass er nicht über die Runde der letzten 64 herauskam. Daraus resultierte auf der Weltrangliste ein Verlust von zehn Plätzen, durch den er in der folgenden Saison auf dem 58. Rang gelistet war.
Der endgültige Beginn des Endes von Jones’ Profikarriere begann mit der Saison 1997/98, als er bei neun Turnieren nur drei Auftaktspiele gewinnen konnte und bei diesen Turnieren – Grand Prix, UK Championship und Welsh Open – stets in der anschließenden Runde der letzten 64 verlor. Auf der Weltrangliste machte sich dies mit einem Absturz auf den 82. Platz deutlich bemerkbar.

### Letzte Profijahre
In der Saison 1998/99 konnte Jones bei zehn Turnieren erneut nur drei Auftaktspiele gewinnen und scheiterte ebenfalls wieder in der nächsten Runde, wobei dies bei der UK Championship, bei den Irish Open und bei den Welsh Open der Fall war. Auf der Weltrangliste rutschte er aus den Top 100 und belegte in der folgenden Saison den 104. Platz.
Die anschließende Saison verlief für Jones etwas besser, als er nur drei Auftaktspiele verlor und insgesamt sieben Mal dieses gewann. Allerdings verlor er in sechs Fällen direkt anschließend, lediglich beim Grand Prix gelang ihm ein weiterer Sieg, bevor er auch dort ausschied. Auf der Weltrangliste konnte er sich um drei Plätze auf Rang 101 verbessern.
In der Saison 2000/01 konnte Jones insgesamt drei Auftaktspiele gewinnen, wobei er bei der UK Championship und bei den Welsh Open anschließend ausschied und bei der Benson and Hedges Championship das anschließende Spiel kampflos gewann und anschließend Michael Holt unterlag. Alle anderen Auftaktspiele verlor er, darunter auch das Auftaktspiel in der WM-Qualifikation mit 6:10 gegen Darryn Walker. Diese Partie war Jones’ letztes Profispiel: Durch die Siegesflaute war er auf den 143. Platz abgestürzt und da mit dem Ende dieser Saison die Zahl der Profis stark begrenzt wurde, verlor Jones nach 17 Saisons seinen Profiplatz.

### Weitere Amateurkarriere
Nach seinem Ausscheiden aus der Profitour versuchte Jones, sich über die Challenge Tour wiederzuqualifizieren, allerdings erreichte er drei Mal die für ihn zweite Runde und konnte nur ein einziges Mal weiter vordringen, als er beim zweiten Event das Viertelfinale erreichte und gegen Stefan Mazrocis verlor. Des Weiteren konnte er als Amateur an der WM-Qualifikation teilnehmen, wo er jedoch nach dem Gewinn des Auftaktspiels ausschied. Im nächsten Jahr nahm er erneut an den Events der Challenge Tour teil, wobei er zwei Auftaktspiele kampflos verlor und bei den zwei übrigen Events einerseits das Achtelfinale und andererseits das Halbfinale erreichte und dort verlor.
Es vergingen einige Jahre, bis Jones erneut in Erscheinung trat: In den Jahren 2011 und 2012 nahm Jones an der Qualifikation für die Seniorenweltmeisterschaft teil, jedoch verlor er beide Male seine Auftaktspiele. Bei der 2013er-Ausgabe gelang Jones schließlich der Einzug in die finale Qualifikationsrunde, allerdings verlor er nach insgesamt drei Siegen dort gegen Dave Harold.

## Erfolge
| Ausgang              | Jahr | Turnier                          | Finalgegner     | Ergebnis |
| -------------------- | ---- | -------------------------------- | --------------- | -------- |
| Amateurturniere      |      |                                  |                 |          |
| Sieger               | 1980 | Britische U16-Meisterschaft      | David Bonney    | 3:0      |
| Zweiter              | 1977 | Britische U19-Meisterschaft      | Ian Williamson  | 0:3      |
| Sieger               | 1980 | Walisische U21-Meisterschaft     | Mark Bennett    | 3:1      |
| Sieger               | 1983 | Walisische Snooker-Meisterschaft | Terry Parsons   | 8:4      |
| Zweiter              | 1984 | Walisische Snooker-Meisterschaft | Terry Parsons   | 7:8      |
| Zweiter              | 1984 | English Amateur Championship     | Steve Longworth | 8:13     |
| Non-ranking-Turniere |      |                                  |                 |          |
| Zweiter              | 1988 | Welsh Professional Championship  | Terry Griffiths | 7:8      |
| Ranglistenturniere   |      |                                  |                 |          |
| Zweiter              | 1989 | Classic                          | Doug Mountjoy   | 11:13    |